# Fontaine d'Ahmed III
La fontaine du sultan Ahmed III (turc : III. Ahmet Çeşmesi) est une fontaine de style rococo turc, située sur la grande place devant la Porte Impériale du Palais de Topkapı à Istanbul. Elle a été construite sous le règne d'Ahmed III en 1728, dans le style de la période des tulipes. Elle a servi de lieu de rencontre et de réunion durant la période Ottomane d'Istanbul.

## Histoire
Le kiosque fontaine d'Ahmed III est situé à la place d'une fontaine byzantine nommée Perayton. Ses caractéristiques architecturales représentent une synthèse de style ottoman traditionnel et de style contemporain occidental.
La fontaine est représentée sur le revers du billet de 10 livres de 1947-1952.

## Architecture
La fontaine est un grand bloc carré couronné par cinq petits dômes. Sur chacune des quatre façades, des niches en forme de mirhab, décorées de bas-reliefs floraux, abritent une fontaine pour boire (çeşme). L'eau est fournie par un bassin octogonal à l'intérieur du kiosque, avec des passages de circulation pour l'entretien. À chaque coin se trouve une sebil à trois grilles (quelqu'un distribuait gratuitement des bols d'eau ou de sharbat à travers l'une des grilles).
Au-dessus des fontaines se trouvent de grands panneaux calligraphiés, entourés de carreaux rouges et bleus. Chacun porte des citations de poèmes relatifs à l'eau, et au donateur Seyyid Hüseyin Vehbi bin Ahmed, le juge en chef d'Alep et Césarée. Elles se lisent dans le sens horaire autour de la fontaine, en débutant par la sebil du Nord. La dernière phrase du poème, sur la façade nord-ouest est un chronogramme composé par Ahmed III.

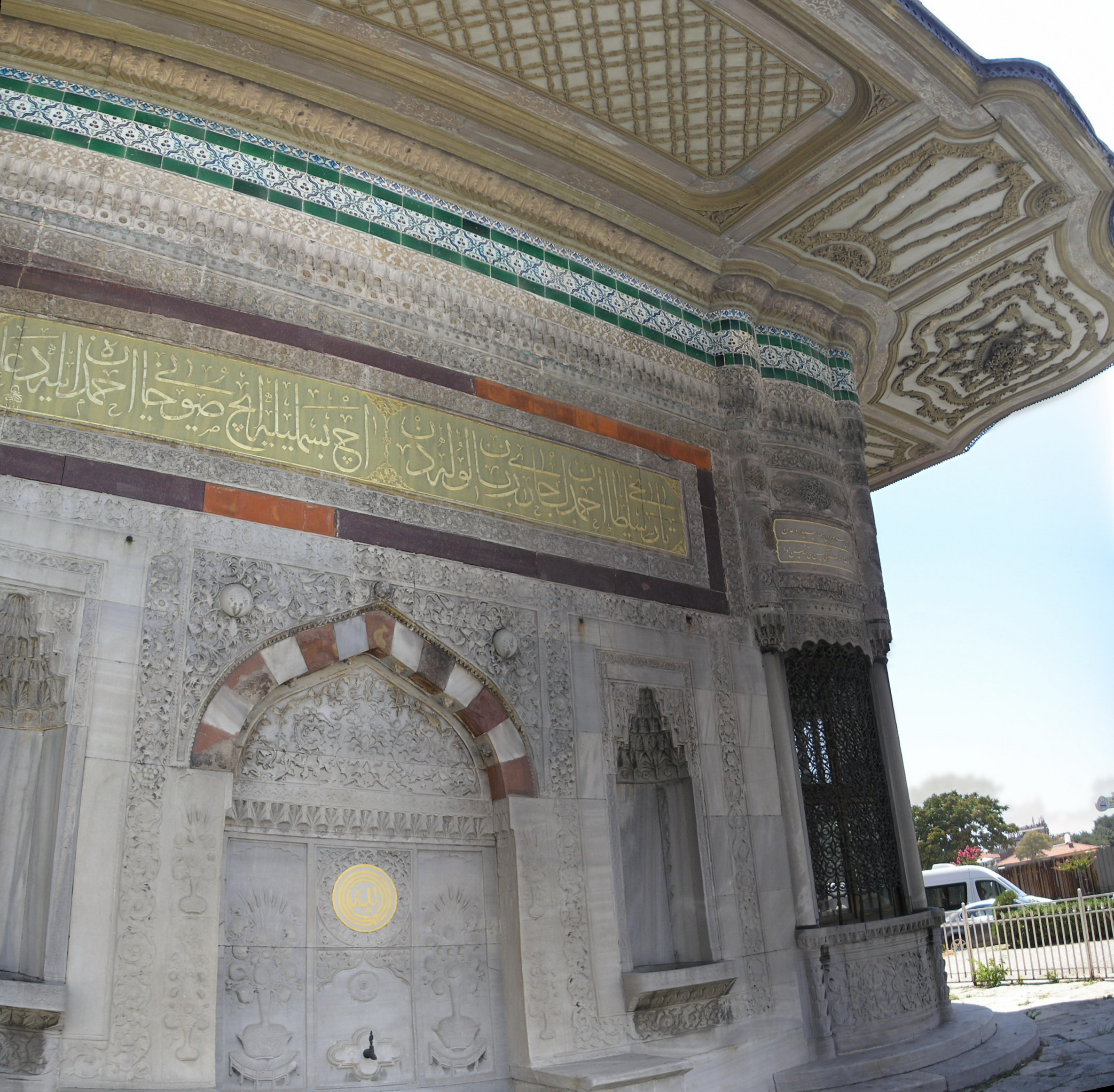
Détails de la fontaine.
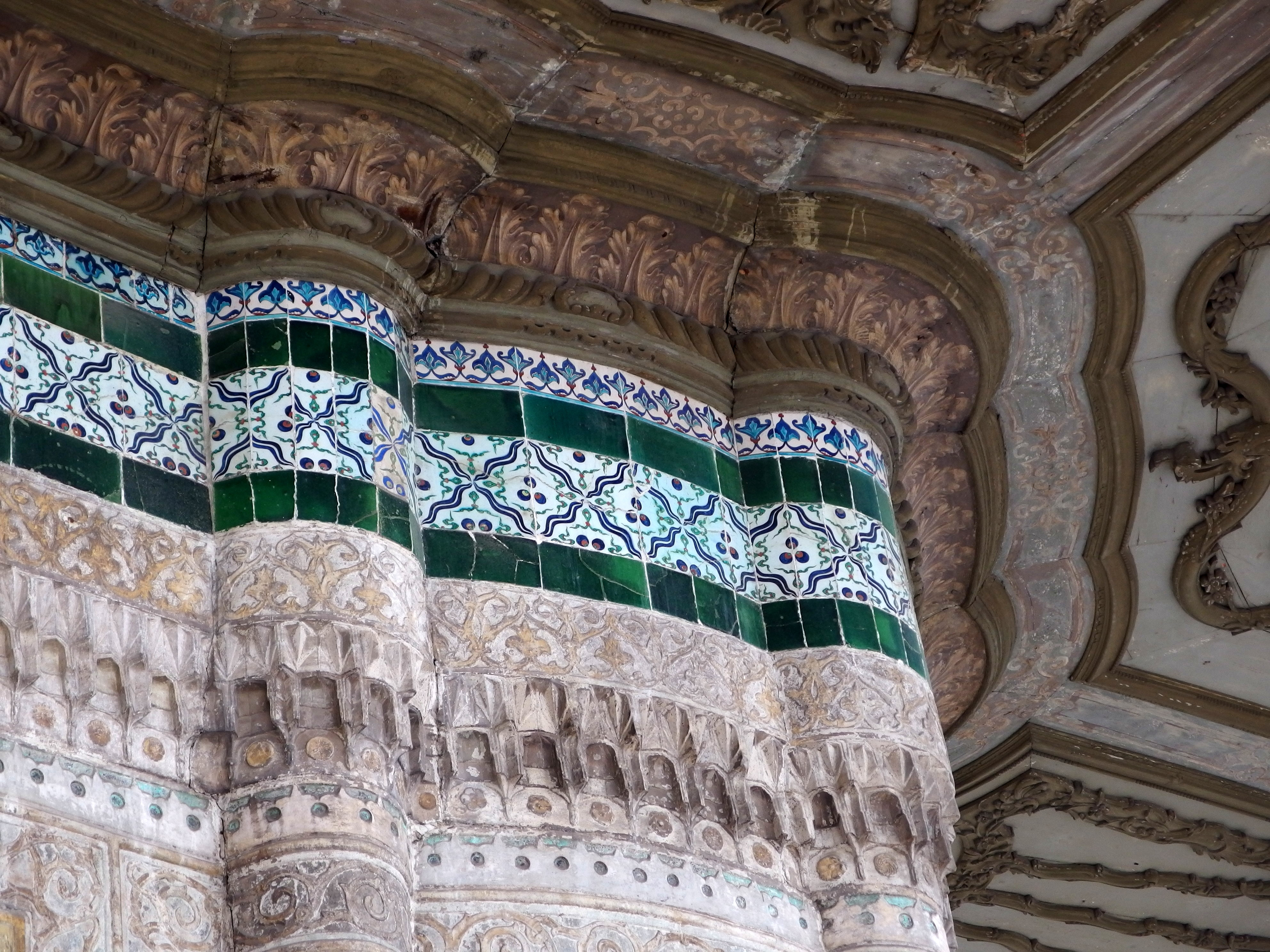
Détails des faïences.
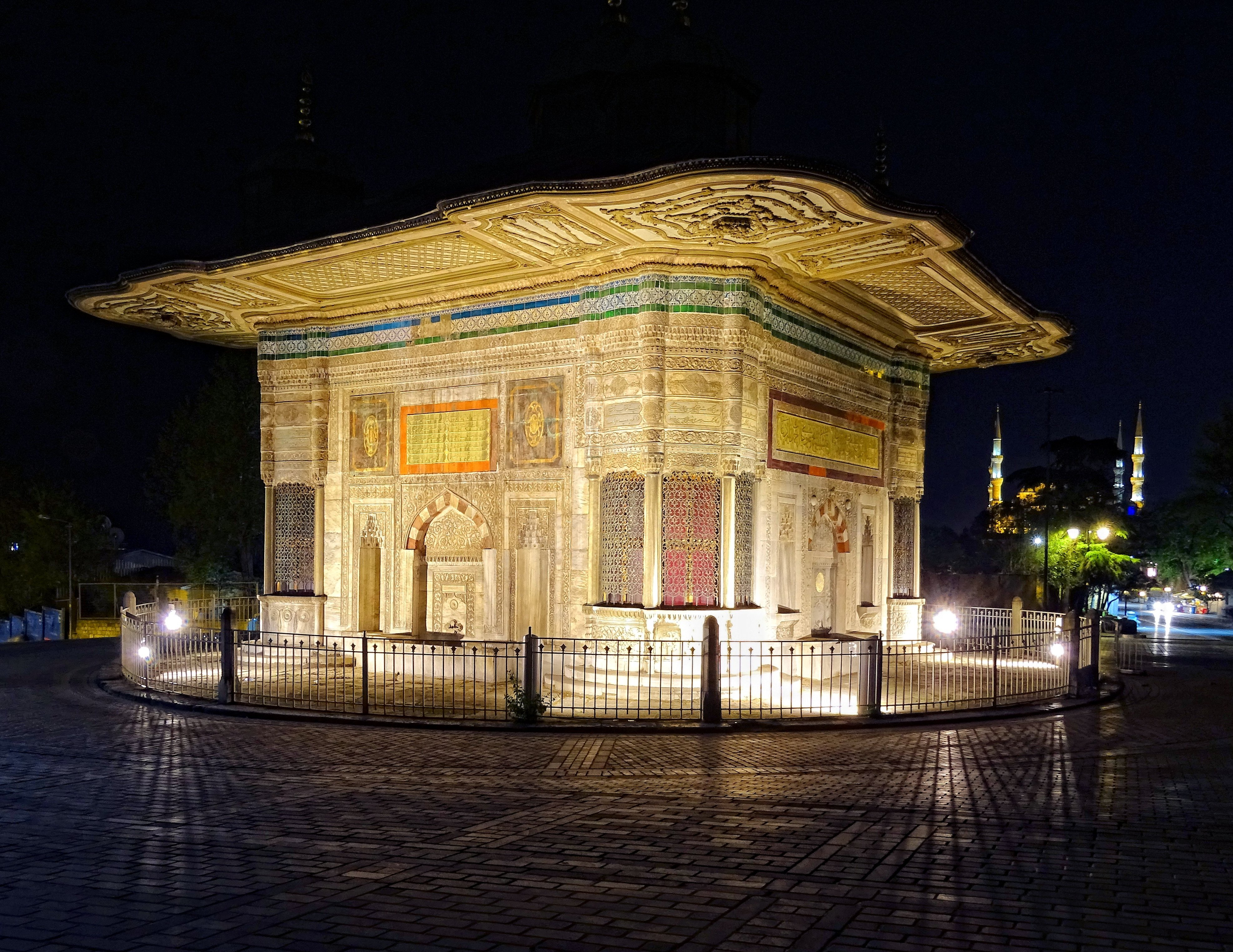
Éclairage nocturne.
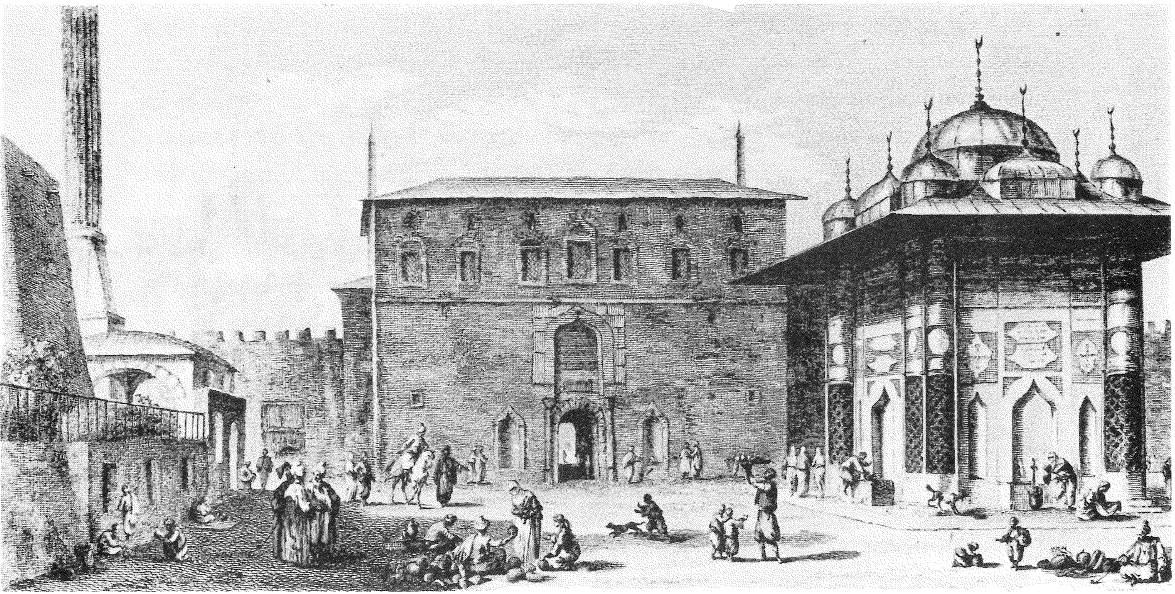
La fontaine et la Porte Impériale (avant son incendie), eau-forte de Choiseul-Gouffier (fin du XVIIIe siècle). À gauche, un angle de Sainte-Sophie.